# Trésor des Sablons

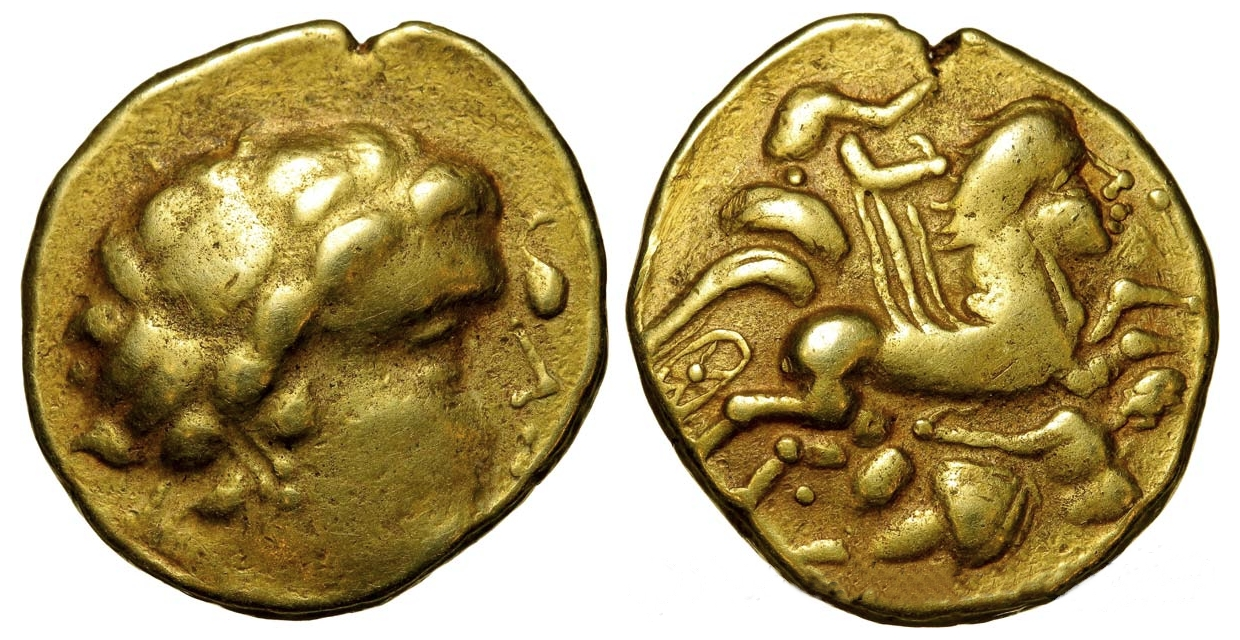
Statère provenant des Sablons, type le plus courant, n°115 du recensement publié dans Trésors monétaires XXIV, Bnf.

Le Trésor des Sablons est une découverte fortuite, entre 1991 et 1997, dans le quartier des Sablons (commune du Mans) dans la Sarthe, d'un important ensemble de statères gaulois en or datant du Ier siècle av. J.-C. et rattachés au peuple des Cénomans ou Aulerques Cénomans.

## La découverte

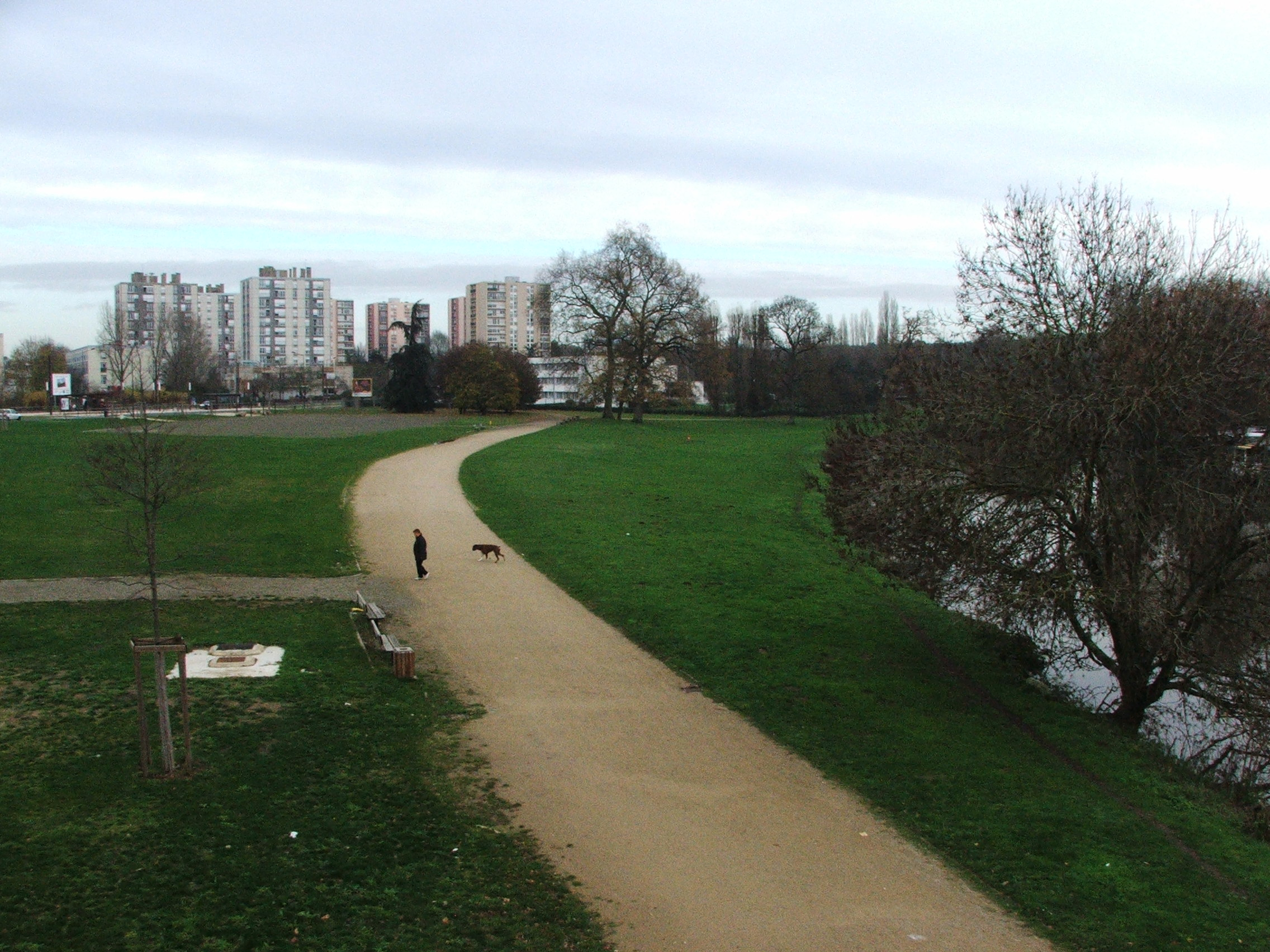
Les bords de l'Huisne aux Sablons, lieu de la découverte.

L'histoire du trésor des Sablons est d'abord celle d'un fait divers qui a amené à une grande découverte archéologique pour l'histoire de la région du Mans. En 1997, alors qu'ils se promènent sur les bords de l'Huisne, un petit affluent de la Sarthe, un couple de Manceaux trouve, affleurant sur le sol, quelques pièces brillantes. Ils n'en déterrèrent ensuite pas moins de 82. Après avoir alerté les autorités de la ville, une bataille juridique est engagée entre les inventeurs et le propriétaire du terrain, la ville du Mans à travers la Société d'Équipement du Mans. Juste après la déclaration aux services concernés, la ville du Mans s'était empressée de dépêcher des techniciens pour fouiller les bords de l'Huisne. Les recherches aboutissent à la mise à jour de 70 autres pièces. Finalement, un partage est fait à l'amiable entre la Société d'Équipement du Mans et les 2 découvreurs, un couple de RMIstes dont la destinée sera bouleversée et se finira dans le drame, le mari se suicidant après avoir usé de violence sur sa compagne. La part des découvreurs du trésor est vendu aux enchères en 2001. Après avoir partiellement obtenu gain de cause, la S.E.M fait don de son gain au musée de la Ville. Celui-ci peut donc exposer 84 exemplaires des statères d'or au Carré Plantagenêt, Musée d'archéologie et d'histoire du Maine au Mans.

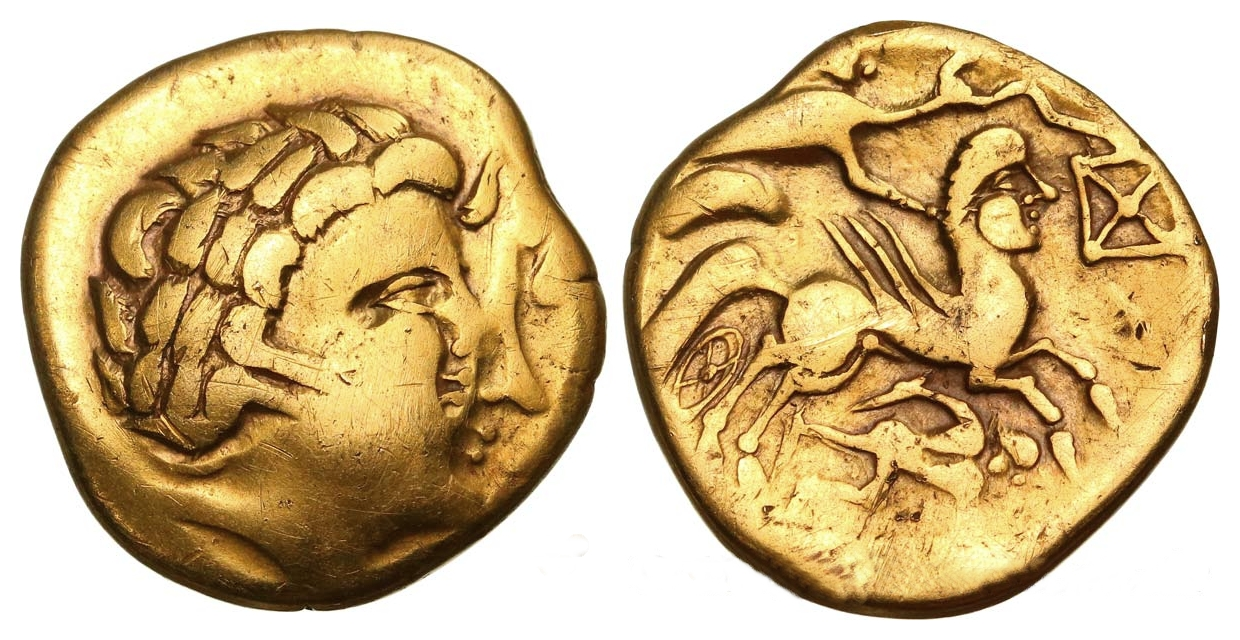
Un statère d'une autre provenance mais du même type que la majorité des monnaies découvertes aux Sablons.

Le site de la découverte était constitué d'un remblai ancien sur la berge de la rivière, aucun contenant ou autre objet n'ont été découverts, l'incertitude reste quant à la provenance des monnaies déplacées avec le remblai, lieu manié et remanié par les camions-benne lors de l'aménagement de la promenade Newton. Étaient-elles dans le lit ou proches de la rivière ou le remblai provenait-il d'un lieu plus éloigné ? Les archéologues préfèrent dans ce cas parler de dépôt plutôt que de trésor.

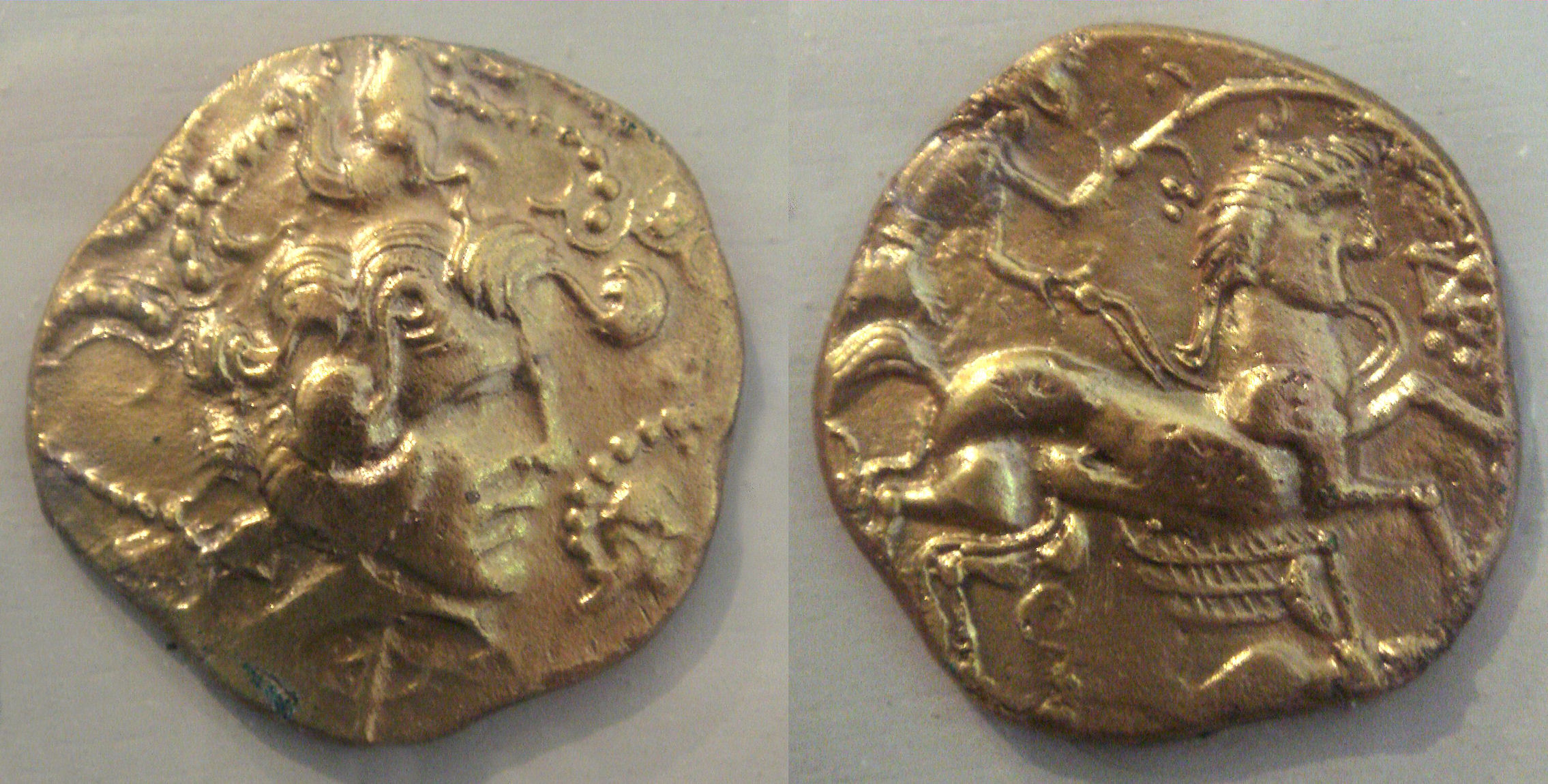
Statère du type à l'hippocampe en cimier, du type présent dans le trésor et attribué aux Vénètes par le Cabinet des Médailles.

## Composition du dépôt
Les pièces sont datées comme étant du Ier siècle av. J.-C.. Toutes sont des statères gaulois en or allié d'un poids moyen de 7,40 à 7,60 grammes. On a pu les séparer en trois grandes catégories. Les deux premières sont des statères manceaux, produits par le peuple des Aulerques Cénomans présentant une tête laurée avec une boucle d'oreille sur la joue. Ils représentent 118 exemplaires sur les 152 du dépôt. Au revers, un aurige stylisé conduit un char représenté par une seule roue isolée. Il tient des rênes d'une main et brandit un étendard ou un stimulus (un carré marqué d'une croix) devant le cheval androcéphale (parfois ailé) qui est donc représenté avec une tête humaine. Sous celui-ci, un personnage en tunique (parfois ailé lui-aussi) est couché avec dans chaque main un objet plus ou moins oblong que certains chercheurs ont proposé pouvoir représenter des têtes coupées. Les flans étant souvent irréguliers ou trop courts, la scène complète est parfois difficilement lisible ou partiellement reproduite.
On en a trouvé 20 autres d'origines diverses. On hésite encore sur leur provenance, Cénomans ou peuples limitrophes : Angevins, Vénètes ou Ligériens. Ils représentent en majorité une tête avec des cordons perlés accompagnée d'une sorte d'hippocampe formant cimier, le revers est assez identique au type précédent.
Cet ensemble exceptionnel du monnayage gaulois d'une tribu a permis une étude très poussée sur les types, variétés, répartitions des coins, composition d'alliage etc. qui a été publiée en 2011 dans Trésors monétaires XXIV par la Bibliothèque nationale de France. Cependant de nombreuses questions restent sans réponses.